# Мішелл Ґібсон
Мішелл Ґібсон (англ. Michelle Gibson, 1969) — американська вершниця.
Бронзова призерка Олімпійських Ігор 1996 року в командній виїздці.